# Mega Man II
Mega Man II (ロックマンワールド2?, Rokkuman Wārudo Tsū, lett. "Rockman World 2") è un videogioco a piattaforme prodotto da Capcom nel 1991 per Game Boy. Secondo titolo della serie Mega Man per console portatili curata da Minakuchi Engineering, è l'unico gioco sviluppato da Japan System House.
Del videogioco è stato realizzato un seguito dal titolo Mega Man III e una conversione per Nintendo 3DS distribuita tramite Virtual Console. Il gioco doveva essere inoltre incluso nella raccolta mai pubblicata Mega Man Anniversary Collection (precedentemente nota come Mega Man Mania) per Game Boy Advance.